# 蒙圣樊尚
蒙圣樊尚（法語：Mont-Saint-Vincent，法語發音：[mɔ̃ sɛ̃ vɛ̃sɑ̃]）是法国索恩-卢瓦尔省的一个市镇，属于欧坦区。

## 地理
蒙圣樊尚（46°37'50"N, 4°28'41"E）面积13.6 平方千米，位于法国勃艮第-弗朗什-孔泰大區索恩-卢瓦尔省，该省份为法国中部省份，北起顺时针与科多尔省、汝拉省、安省、罗讷省、卢瓦尔省、阿列省和涅夫勒省接壤。
与蒙圣樊尚接壤的市镇（或旧市镇、城区）包括：圣米科、古尔东、马里尼、馬里。

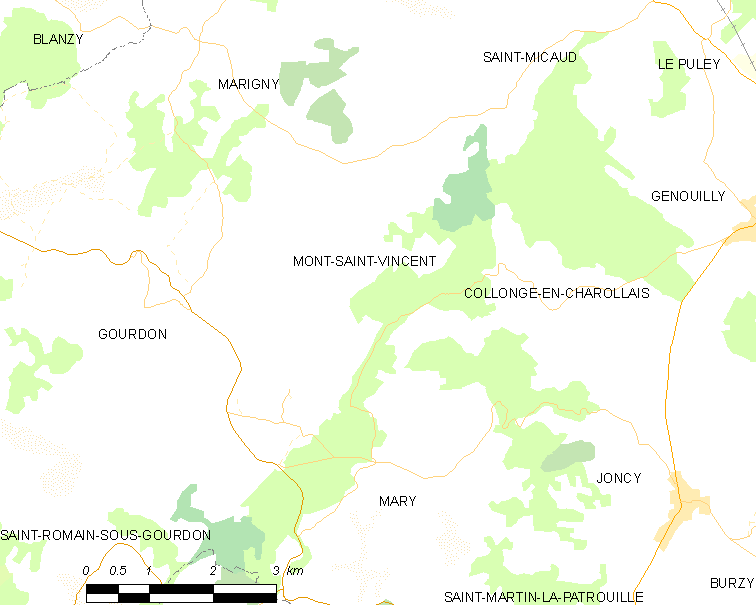
蒙圣樊尚的OSM定位图

蒙圣樊尚的时区为UTC+01:00、UTC+02:00（夏令时）。

## 行政
蒙圣樊尚的邮政编码为71300，INSEE市镇编码为71320。

## 政治
蒙圣樊尚所属的省级选区为布朗济县。

## 人口

1962-2008年间蒙圣樊尚人口变化图示

蒙圣樊尚于2022年1月1日时的人口数量为310人。